# Пебаджма
Пебаджма (або Пебатма) — нубійська цариця часів 25-ої династії Єгипту. Вона була дружиною короля Кашта. Вона згадується на статуї своєї дочки Аменірдіс I, яка зараз знаходиться в Каїрі (42198). Вона також згадується на одвірку з Абідосу.

## Сім'я
|             |     |        |
| \| \| \| \| |     |        |
|             |     |        |
| p           | G29 | T · U1 |

| p | G29 | T · U1 |

|             |     |        |
| \| \| \| \| |     |        |
|             |     |        |
| p           | G29 | T · U1 |

| p | G29 | T · U1 |

|             |     |        |
| \| \| \| \| |     |        |
|             |     |        |
| p           | G29 | T · U1 |

| p | G29 | T · U1 |

|             |     |        |
| \| \| \| \| |     |        |
|             |     |        |
| p           | G29 | T · U1 |

| p | G29 | T · U1 |

Пебаджма була дружиною короля Кашти. Записано кілька дітей і можливих дітей:
- Фараон Піанхі — вважається сином Кашти і, отже, можливо, сином Пебаджми.
- Фараон Шабака — згадується як брат Аменірдіса I, а отже, син Кашти та Пебаджми.[2][1]
- Цариця Кхенса — дружина Піанхі, яка вважається дочкою Кашти[2] і, можливо, Пебаджми.[1]
- Цариця Пексатер (або Пекаресло) — вона була одружена з Піанхі та була похована в Абідосі. Можливо, вона загинула, супроводжуючи Піанхі в поході до Єгипту.[2] Ламінг і Макадам припускають, що вона була прийомною дочкою Пебаджми.
- Дружина бога Амона Аменірдіс I. Статуя Аменірдіс згадує, що вона дочка Кашти і Пебаджми.
- Неферукакашта — вважається дочкою Кашти[2] і, можливо, Пебаджми.[1]

## Можлива ідентифікація з Пабтамер
| G40 | U23 | t · b · D41 | N16 · U7 | A51 |

| G40 | U23 | t · b · D41 | N16 · U7 | A51 |

Можливо, але аж ніяк не факт, що Пебатджма тотожна царській жінці на ім'я Пабтамер (Па-абт-та-мер). Стела з Абідоса, що належить генералу на ім'я Пакатереру (Пекатрор), розповідає про те, як Осіріс покликав цього генерала для поховання його матері Пабтамер, яка мала прекрасне ім'я Мерес-Ніп («кохана Напата» або «Та, що любить Напату»). Вона носила титули «Співачка Амона», «Царська сестра», «Царська дочка» і «Мати обожнювача бога». Існує припущення, що Па-абт-та-мер — це європеїзація імені Пебатджма. Проблема з ідентифікацією полягає в тому, що Па-абт-та-мер носить дещо інші титули, ніж ті, що записані для Пебатджми на інших пам'ятниках. Крім того, титул царської доньки є дещо проблематичним, оскільки немає жодного відомого царя, який міг би бути її батьком. Пакаттереру не є сином царя, і ці факти можуть вказувати на те, що Па-абт-та-мер була невідомою дружиною Піанхі, або Тахарки, і матір'ю або Шепенупета II, або Аменірдіса II.